# 입법재량
입법재량(立法裁量)이란 어떠한 내용의 법률을 제정할 것인가에 대해 입법부가 가지는 판단의 자유를 뜻한다.

## 인정되는 영역
경제활동의 규제, 사회보장입법, 조세입법, 선거에 관한 사항 등